# Phypia fuscomaculata
Phypia fuscomaculata är en insektsart som beskrevs av Stsl 1862. Phypia fuscomaculata ingår i släktet Phypia och familjen vedstritar. Inga underarter finns listade i Catalogue of Life.